# Helena Miguélez-Carballeira
Helena Miguélez Carballeira (Vigo, 1978) és una filòloga gallega.

## Trajectòria
Va estudiar Filologia Anglesa a la Universitat de Vigo, acabant l'any 2000. Posteriorment va fer un màster en Traducció a la Universitat d'Edimburg, i es va doctorar en Estudis Hispànics. Va ser professora associada al Departament d'Estudis Hispànics de la Universitat d'Aberdeen (2004) i l'any 2005 va guanyar la plaça de Professora Titular d'Estudis Hispànics al Departament de Llengües Modernes de la Universitat de Bangor. És directora del Centre d'Estudis Gallecs de Gal·les. És editora fundadora de la revista Galicia 21: Journal of Contemporary Galician Studies i ha publicat treballs a les revistes The Translator, Bulletin of Hispanic Studies, Translation Studies, Grial, Bulletin of Hispanic Studies, The Translator. El 2019 va ser acceptada a Gorsedd Beirdd Ynys Prydain. Forma part del projecte Espaço Clara Corbelle.
El 2024 va editar Postcolonial Spain. Coloniality, Violence and Independence, publicat en anglès per University of Wales Press.

## Publicacions

### Assaig
- Galiza, um povo sentimental?: Género, política e cultura no imaginário nacional galego, 2014. Traducció de Galicia, a Sentimental Nation: Gender, Culture and Politics, 2013.
- A Companion to Galician Culture, 2014 (editora).
- Postcolonial Spain. Coloniality, Violence and Independence (2024)

### Traduccions
- I Am Not from Here de María do Cebreiro.

## Premis i reconeixements
- 2014- Premi de l'Asociación de Escritoras e Escritores en Lingua Galega al millor assaig per Galiza, um povo sentimental?.